# Кіт Річардсон (тенісист)
Кіт Річардсон (англ. Keith Richardson; нар. 1953) — колишній американський тенісист.
Найвищу одиночну позицію світового рейтингу — 74 місце досяг 31 грудня 1977 року.
Найвищим досягненням на турнірах Великого шолома було 3 коло в одиночному розряді.
Завершив кар'єру 1979 року.

## Фінали Гран-прі за кар'єру

### Парний розряд: 1 (0–1)
| Результат | W/L | Дата     | Турнір                            | Покриття | Партнер     | Суперники                   | Рахунок  |
| --------- | --- | -------- | --------------------------------- | -------- | ----------- | --------------------------- | -------- |
| Поразка   | 0–1 | Лют 1979 | Сарасота, Сполучені Штати Америки | Килим    | Джон Джеймс | Стів Крулевітс Іліє Настасе | 6–7, 3–6 |

## Титули на челленджерах

### Парний розряд: (2)
| Ранг | Рік  | Турнір                                | Покриття | Партнер    | Суперники                   | Рахунок       |
| ---- | ---- | ------------------------------------- | -------- | ---------- | --------------------------- | ------------- |
| 1.   | 1978 | Тінтон-Фоллс, Сполучені Штати Америки | Тверде   | Джон Седрі | Скотт Карнеген Чарлз Строде | 6–7, 6–3, 6–4 |
| 2.   | 1978 | Лінкольн, Сполучені Штати Америки     | Тверде   | Джон Седрі | Річард Меєр Горас Рід       | 4–6, 6–3, 7–5 |